# Tetrataenium nephrophyllum
Tetrataenium nephrophyllum är en flockblommig växtart som först beskrevs av Leute, och fick sitt nu gällande namn av Ida P. Mandenova. Tetrataenium nephrophyllum ingår i släktet Tetrataenium och familjen flockblommiga växter. Inga underarter finns listade i Catalogue of Life.